# Arthur Terry
Arthur Hubert Terry (York, Inglaterra 17 de fevereiro de 1927 - Colchester, Essex 24 de janeiro de 2004) foi um filólogo, crítico e tradutor inglês que tinha grandes conhecimentos da Literatura catalã, e foi também um dos mais importantes especialistas da obra de Joan Maragall. 

## Biografia
Terry nasceu em York em 1927 e estudou na escola Saint Peter da mesma cidade.
Em 1947 êle se formou em filologia na Universidade de Cambridge, onde êle foi discípulo de J. B. Trend. Êle veio a primeira vez a Barcelona em 1949 graças a uma bolsa de estudos para estudar o monaquismo catalão antigo. Entre 1950 e 1972 êle foi professor de línguas e literaturas hispânicas na Queen's University de Belfast, onde êle foi catedrático durante 1962-1973, até o momento que foi nomeado catedrático de literatura na Universidade de Essex em 1973. 
Em 1976 êle publicou uma antologia de poemas de Ausiàs March com traducções inglesas e coordenou uma série de ensaios sobre o Tirant lo Blanc. Êle foi uma autoridade em poesia catalã moderna, e também em poesia espanhola (devemos destacar o estudo de Campos de Castilla, de Antonio Machado em 1973). Devemos também destacar as traducções de Joan Brossa e Gabriel Ferrater.

## Prêmios
Êle foi presidente da Anglo-Catalan Society entre 1962 e 1965 e da Associação Internacional da Língua e Literature Catalãs entre 1982 e 1988. Em 1982 êle recebeu a Cruz de são Jorge, uma alta distinção dada pelo governo regional da Catalunha. Em 1995 êle recebeu o Prêmio Internacional Ramon Llull e em 2001 o Prêmio da Crítica da revista Serra d'Or.

## Obras
- La poesia de Joan Maragall (1963). (em catalão)
- An Anthology of Spanish Poetry 1500-1700 (1968). (em inglês)
- Catalan Literature (1972). (em inglês)
- Quatre poetes catalans. Ferrater, Brossa, Gimferrer, Xirau (1992). (em catalão)
- Modern Catalan Poetry: A European Perspective (1991). (em catalão)
- Readings of J.V. Foix: An Anthology (1998). (em inglês)
- Three Fifteenth-century Valencian Poets (2000). (em inglês)
- La idea del lenguaje en la poesía española: Crespo Sánchez Robayna y Valente (2002). (em castelhano)
- A Companion to Catalan Literature (2003). (em inglês)